# 鍵偶極矩
键偶极矩是衡量化學鍵的极性大小的物理量，表示为
{\displaystyle \mu =\delta \,d}.
μ為鍵偶極矩
δ為與正負電荷中心所帶電荷（电量）
d為分子中正負電荷中心的距離
键矩是向量，方向从正指向負。
键矩单位是德拜(D,Debye)或库仑·米（C‧m）

1D= 3.336X10-30C‧m